# Роданово городище
Рода́ново городи́ще — памятник родановской археологической культуры (Пермь Великая), давший ей название. Характеризует ранний этап данной культуры (X-XIII века).
Городище располагается в Юсьвинском районе Пермского края, на северной окраине деревни Городище (ранее Ротаново городище), на выступе правого берега Камы.
В нижнем слое обнаружены остатки больших наземных бревенчатых жилищ со следами канавок, а в верхнем слое — меньшие по размерам жилища с глинобитным полом. На городище найдены многочисленные орудия труда, украшения, местная и привозная глиняная посуда, арабская монета X века.